# ناو هواپیمابر مینسک
ناو هواپیمابر مینسک (به انگلیسی: Soviet aircraft carrier Minsk) یک کشتی بود که طول آن ۲۷۳ متر (۸۹۶ فوت) بود. این کشتی در سال ۱۹۷۵ ساخته شد.